# Nils Van Audekerke
Nils Van Audekerke (27 juni 1996) is een voormalig Belgische zwemmer, gespecialiseerd in de rugslag. 
In september 2017 liet de toen 21-jarige Van Audekerke weten dat hij stopt met professioneel zwemmen.

## Belangrijkste resultaten
| Jaar | Olympische Spelen | WK langebaan  | WK kortebaan  | EK langebaan                                            | EK kortebaan     | EJK langebaan                                          |
| ---- | ----------------- | ------------- | ------------- | ------------------------------------------------------- | ---------------- | ------------------------------------------------------ |
| 2013 |                   | geen deelname |               |                                                         | 26e 200m rugslag | 6e 200m rugslag                                        |
| 2014 |                   |               | geen deelname | 23e' 200m rugslag                                       |                  | 24e 100m rugslag 5e 200m rugslag 15e 4x100m wisselslag |
| 2015 |                   | geen deelname |               |                                                         | geen deelname    |                                                        |
| 2016 | geen deelname     |               | geen deelname | 46e 100m rugslag 24e 200m rugslag 10e 4x100m wisselslag |                  |                                                        |

## Persoonlijke records
(Bijgewerkt tot en met 29 maart 2014)

### Kortebaan
| Afstand      | Tijd    | Datum           | Plaats    |
| ------------ | ------- | --------------- | --------- |
| 200m rugslag | 1.57,57 | 9 december 2016 | Edinburgh |

### Langebaan
| Afstand      | Tijd    | Datum        | Plaats    |
| ------------ | ------- | ------------ | --------- |
| 200m rugslag | 2.00,46 | 5 maart 2016 | Antwerpen |